# コスメの王様
『コスメの王様』（コスメのおうさま）は、高殿円の小説である。2021年4月1日より産経新聞紙上に連載され、2022年3月15日、小学館から単行本で刊行された。

## 概要
クラブコスメチックス社の創業者・中山太一の生涯をモデルとしている。

## 登場人物
永山利一
主人公。芸妓が使う白粉に鉛が含まれている事を知り、無害で安心して使える無鉛の白粉を開発し発売する。白粉の他に「洗粉」も大ヒット商品となる。
横屋ハナ
箕島楼の芸妓で利一の恋人。芸妓としての名前は「花千代」。利一とは相思相愛であり、箕島楼の人達や旦那の庄松は彼女にとって良き理解者だが、実兄の朝生がやくざ者である事や自身の出自や身分の違いから利一に迷惑をかける事を避けるため、志津枝と共に渡米する。
志津枝
元遊女で、当時の源氏名は「八郎太夫」。ハナの良き理解者。
庄松
大地主でハナ(花千代)の旦那。ハナの良き理解者。
横屋朝生
ハナの実兄。牧師を装い「三本十字のアーサー」として詐欺まがいの行為をしている。

## 関連企画
クラブコスメチックスでは連載に合わせ、2021年8月から9月まで、中山に関する企画展を開催している。